# Határsáv
A határsáv egy jogi, rendvédelmi és határvédelmi–műszaki fogalom, általában államhatárokhoz kapcsolódik, de átvitt értelemben más típusú zónákra is alkalmazható, pl. különleges védettséget érdemlő létesítmények esetén. A határsáv létrehozásának célja mindig személyeknek és eszközöknek a területen való áthaladáskori fokozott ellenőrzése, a nem kívánt személyek, illetve forgalom hatékony kiszűrése. A lényege, hogy jogi, rendvédelmi eszközökkel és műszaki megoldásokkal a jogi (állam)határ határsávként kiterjesztett területére vonatkozóan a köznapi életben megszokottól eltérő, korlátozó jellegű intézkedéseket vezet be a határsáv felügyeletével megbízott szerv vagy szervezet. Jogi tekintetben a határsávba való belépés, ott-tartózkodás, illetve annak átlépése, tárgyak, anyagok átvitele engedélyhez (pl. határsáv-engedély), okmányhoz (pl. útlevél) vagy más feltételhez (pl. határőrség által kiadott parancs, vámáru-nyilatkozat, stb.) köthető. E szabályok betartását rendvédelmi eszközökkel (pl. határőr-járőr) és műszaki zárral (nyomolvasásra alkalmas talajfedés, drótkerítés, esetleg aknamező), továbbá a határsáv mentén elhelyezett, az ellenőrzési tevékenységet megkönnyítő berendezésekkel (őrtorony, éjszakai világítás, speciális, beépített kommunikációs vonalak) biztosítják.

## Története
- Funkciójuk miatt határsávoknak vagy azok elődjeinek tekinthetők a különféle gyepük, vizesárkok, palánkfalak, a római limes, sőt bizonyos értelemben a kínai nagy fal is.
- Nemzetközileg a legismertebb határsáv az egykori Nyugat-Berlint Kelet-Berlintől, valamint az NDK többi részétől elválasztó műszaki zár, 1961-től közismert elnevezésével a berlini fal volt.
- Magyarországon 1950-ben hozták létre a határsávot, amelynek területére hat megye 15 járása került, háromszáz településsel, háromszázezer ott élő állampolgárral. A kilencezer négyzetkilométeres területű határsávban csak az erre a célra kiállított igazolvánnyal volt szabad tartózkodni.

## A határsáv funkcionális elemei

### Jogi fogalma
Jogszabályok határozzák meg a határsáv kiterjedését, az ott foganatosítandó őrzésvédelmi, személyek és áruk forgalmát ellenőrző tevékenységeket és eljárásokat, a határsávba való belépés, a határsávban való tartózkodás, valamint a határsávon való keresztülhaladás szabályait, feltételeit. Államhatárok esetén e szabályok általában jogszabályok, leggyakrabban törvények, ezek a részben nemzetközi jogi elvárások, szabályok, normák átvételén, nemzeti hatáskörbe emelésén alapulnak. Egyes esetekben a határsávot önhatalmúlag pl. fegyveres szervezetek, nemzetközileg el nem ismert államok alakítják ki, vagy nemzetközileg elismert állam nemzetközileg el nem ismert helyen (pl. annektált terület határán) létesít határsávot, ez esetben a szabályokat általában egyoldalúan az önhatalmúan fellépő fél alakítja ki.

### A kapcsolódó rendvédelmi intézkedések
A határsáv hatékony működéséhez elengedhetetlen annak őrzésvédelme. A feladat egyrészt a személyek és áruk forgalmának konkrét ellenőrzése, másrészt a műszaki létesítmények, a műszaki zár elemeinek hatékony védelme annak érdekében, hogy az illetéktelen átjutást megnehezítő műszaki megoldásokat ne lehessen megszüntetni, megrongálni vagy kikapcsolni. Az itt szolgálatot teljesítő személyi állomány egyrészt a határsávba belépő, illetve azt átlépő (legális) forgalmat ellenőrzi, másrészt pedig az illegális forgalmat megakadályozza, az illegális behatolókat vagy átlépőket elfogja, figyeli a műszaki berendezések jelzéseit, rendszeresen hajt végre nyomolvasást és nyomkiértékelést. E tevékenységeket további intézkedésekkel lehet hatékonyabbá tenni, pl. a rendszerváltás előtti Magyarországon a nyugati határ felé közeledő vonatokon civilruhás rendvédelmiek igyekeztek kiszűrni olyan személyeket, akik a célja vélelmezhetően tiltott határátlépés lehetett. (Elsősorban fiatalokat, fiatal párokat, esetleg családokat igazoltattak, kérdeztek ki, pl. Sopronba, Kőszegre, Szentgotthárdra való eljutásnál ilyesmivel számolni kellett.)
További intézkedések a helyben vagy a határsáv közelében lakókat, illetve a határsávban szükségképpen tevékenységet végzőket érintik. Általában külön engedélyt, igazolványt adnak ki. Pl. az említett időszakban a nyugati határszélre való látogatáskor kérelmet kellett beadni a (helyi) rendőr-főkapitányságra, amelyben a személyi adatok mellett benne volt a látogatás célja (munkalátogatás, rokonlátogatás) és időpontja is. Ezt a rendőrség engedélyezte, s akkor lehetett utazni.

### A műszaki zár
A műszaki zár célja, hogy sem gyalogszerrel, sem járművel ne lehessen ellenőrizetlenül a határsávba belépni, illetve a határsávon keresztül embert vagy árut csempészni. Ennek érdekében magas, nehezen megmászható falat, többszörös drótkerítést, esetleg csapdákat állítanak fel, álcázott őrhelyeket, kommunikációs vonalakat (pl. telefon, térfigyelő-rendszer) alakítanak ki. Még szigorúbb zárás esetén a határsávnak azt a részét, ahol nem szabad az átlépés, elaknásíthatják.